# خانه اشمینک
خانه اشمینک با ارائه مرحله مهمی در بسط مدرنیسم ارگانیک در انتهای مرحله اول کار حرفه‌ای شارون طراحی شد. زمین این پروژه در شهر لوبا آلمان، جنب کارخانه کارفرما پروژه بود و دارای دیدهایی به شمال، به دور از کارخانه و شیبی به سمت جاده در طول مرز شرقی بود که به یک شیب ملایم در محور شمالی–جنوبی ختم می‌شود. شرایط سایت، عوامل تعیین‌کننده طراحی بودند. 

هانس شارون بر این عقیده بود که فرم و فضای معماری باید از نیازهای کارفرما و ویژگی‌های سایت خود نشات بگیرد. او ساختمان را به عنوان ارگانیسمی که رشد کرده و محیط فیزیکی و عملکردی خود را اشغال می‌کند می‌دانست.
شارون تصمیم گرفت که فضاهای نشیمن اصلی خانه، هم از آفتاب و هم از این دید بهره مند شوند که باعث به وجود آمدن فرم باریک کشیده‌ای شد که دارای پنجره‌هایی در هر دو سمت با جهت‌گیری دقیق روبه شمال یا جنوب بودند. بنابراین خانه در زاویه‌ای نسبت به مرز شرقی قرار گرفت که به شارون امکان انجام یکی از کارهای مورد علاقه اش را داد: معرفی یک زاویه غیر قائمه در پلان (در این مورد زاویه ۲۶ درجه).همین زاویه است که چنین کیفیت پویایی به ساختمان داده است. هر دو انتهای شرقی و غربی خانه زاویه دار هستند؛ اما مهم تر از آن‌ها پلکان اصلی است که مستقیماً از ورودی در یک تالار مرتفع بر می خیزد که آن هم زاویه دار طراحی شده. فرم این پلکان به صورت یک اشاره خوش آمدگو بوده که بازشو مربعی شکل بزرگی به سمت نشیمن را نشان می‌دهد.
شارون کودکی خود را در بندر شلوغ برمرهاون آلمان سپری کرده بود و این امر شباهت زیاد خانه‌های اشمینک با کشتی را توجیه می‌کند. تراس‌ها عرشه کشتی هستند. حتی یک پنجره کشتی در دیوار کناری هال ورودی تعبیه شده‌است. در کارهای بعدی شارون پس از جنگ جهانی، زمینه طراحی دریایی کم اهمیت تر شده و روش طراحی ارگانیک به صورت جدی تری مطرح شد.